# Наука в Античності

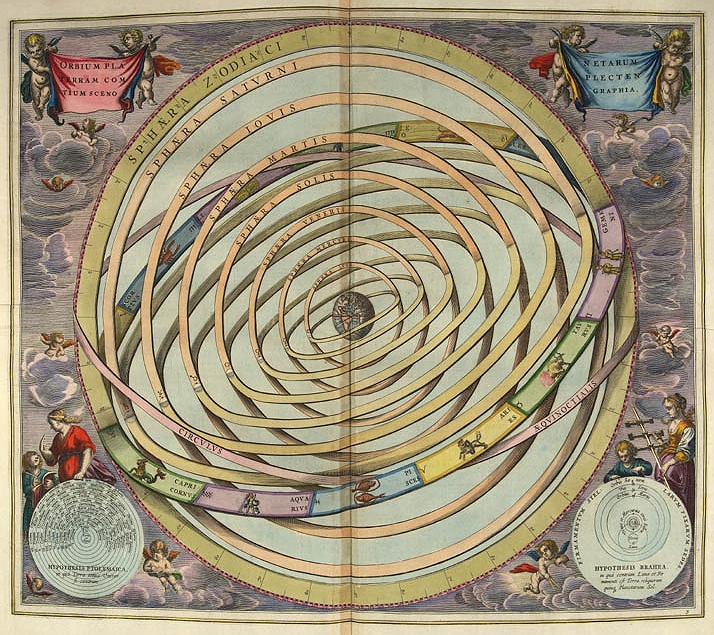
Система Птолемея небесного руху.

Наука в Античності охоплює дослідження роботи світу або всесвіту націлені як на прикладні цілі (наприклад, створення точного календаря або лікування хвороби), так і на більш абстрактні дослідження, які належали до галузі натурфілософії. Античність традиційно визначають як період між VIII ст. до н. е. і VI ст. н. е., і ідеї пояснюючі природу цього періоду не обмежувалися наукою, а й включали міфологію та релігію. Ті, кого зараз вважають першими вченими, могли числитись як натурфілософи, висококваліфіковані спеціалісти (наприклад, як лікарі) або послідовники релігійної традиції (наприклад, як цілителі при храмах). Одними з найбільш відомих науковців цього періоду є Гіппократ, Арістотель, Евклід, Архімед, Гіппарх, Гален і Птолемей. Їхні праці та коментарі поширилися в Східному, Мусульманському і Західному світах, і сприяли народженню сучасної науки. Їхні роботи торкалися таких тем як математика, космологія, медицина і фізика.

## Стародавня Греція класичного періоду

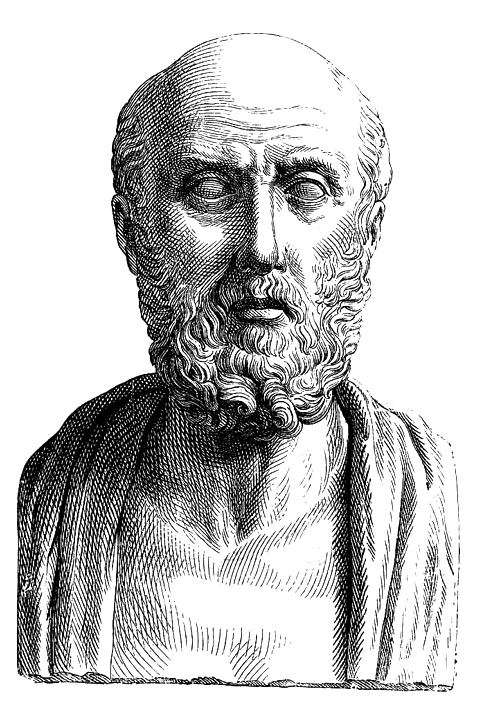
Лікар Гіппократ, знаний як "Батько медицини".

### Знання причин
Предмет дослідження природи речей вперше з'явився у давніх греків з практичних міркувань. Наприклад, спроба створити календар вперше з'являється в праці Роботи і дні поета Гесіода, який жив близько 700 року до нашої ери. Календар Гесіода був покликаний регулювати сезонні роботи за сезонними появами та зникненнями зірок, а також за фазами Місяця, які вважалися сприятливими або зловісними. Близько 450 року до н.е. ми починаємо бачити збірки сезонних появ і зникнень зірок у текстах, відомих як parapegmata, які використовувалися для регулювання цивільних календарів грецьких міст-держав на основі астрономічних спостережень.
Медицина – ще одна сфера, де відбувалися прикладні дослідження природи упродовж цього періоду. Грецька медицина не була прерогативою єдиної професії та не було єдиного прийнятного методу визначення кваліфікації або ліцензування. Лікарі Гіппократового спрямування, цілителі при храмі пов'язані з культом Асклепія, збирачі трав, аптекарі, акушери і тренери при гімнасіях усі претендували на кваліфікацію цілителів у певних контекстах і активно змагалися за пацієнтів. Це суперництво між цими конкуруючими традиціями сприяло активній публічній дискусії про причини та правильне лікування хвороб, а також про загальні методологічні підходи їхніх конкурентів.
Приклад пошуку причинно-наслідкових пояснень знаходимо в тексті Гіппократа Про священну хворобу, де йдеться про природу епілепсії. У ньому автор критикує своїх конкурентів (храмових цілителів) за їхнє невігластво в поясненні епілепсії божественним гнівом і за їхню любов до наживи. Хоча автор наполягає на тому, що епілепсія має природну причину, коли справа доходить до пояснення, що це за причина і яким має бути правильне лікування, пояснення настільки ж коротке, як і конкретні докази, а лікування настільки ж розпливчасте, як і у його опонентів. З усім тим, спостереження за природними явищами продовжували узагальнюватися в спробі визначити їхні причини, як, наприклад, у працях Арістотеля і Теофраста, які багато писали про тварин і рослини. Теофраст також здійснив першу спробу класифікації мінералів і гірських порід, підсумок якої є в Природничій історії Плінія.
Спадщина грецької науки в цю епоху включала значні досягнення у фактичних знаннях завдяки емпіричним дослідженням (наприклад, у зоології, ботаніці, мінералогії та астрономії), усвідомлення важливості певних наукових проблем (наприклад, проблеми змін та їх причин), а також визнання методологічної важливості встановлення критеріїв істини (наприклад, застосування математики до природних явищ), попри відсутності згоди в будь-якій з цих галузей.